# Alteritet
Alteritet u jezikoslovlju označava obilježje nekog jezika ili jezičnog sustava koje možemo pronaći u drugim jezicima, odnosno jezičnim sustavima. Ipak, ova obilježlja u drugim jezicima, odnosno jezičnim sustavima se ne javljaju u svakoj njihovoj apstraktnoj i konkretnoj sastavnici.
U hrvatskom jezikoslovlju pojmove alijetet i alteritet popularizirao je Milan Moguš 1977. godine u svojoj monografiji Čakavsko narječje u kojoj koristi pojmove alijeteta i alteriteta za razlikovanje čakavskog i štokavskog narječja.

## Primjeri
Cakavizam je alteritet čakavskog narječja, jer iako u pravilu svojstven čakavskom narječju, pojava je također zabilježena u štokavskim govorima Karlobaga i Šibenika te u kajkavskom govoru Prezida.